# Hitoshi Matsushima
Hitoshi Matsushima (松島 仁 Matsushima Hitoshi?, nacido el 30 de abril de 1980 en Hokkaido) es un exfutbolista japonés. Jugaba de delantero y su último club fue el Ventforet Kofu de Japón.

## Trayectoria

### Clubes
| Club            | País  | Año         |
| --------------- | ----- | ----------- |
| Shimizu S-Pulse | Japón | 1999 - 2000 |
| Ventforet Kofu  | Japón | 2001 - 2002 |